# La Torre (les Preses)
La Torre és un monument del municipi de les Preses declarat bé cultural d'interès nacional.

## Descripció
La Torre és un casal fortificat, ara masia. Edifici format per dos cossos diferenciats. Un té forma de torre i està ubicat a mà esquerra i a la part posterior de l'entrada actual. La teulada és a dues vessants. L'altre cos presenta una finestra de pedra treballada d'estil gòtic a una de les façanes, un petit portalet dovellat a una altra façana, que dona a la torre de defensa, dos petits finestrals i una petita dependència amb dues voltes. Les parets tenen una amplada de 45 cm, i algunes estan fetes de fang. També hi ha una bonica pallissa i una era.

## Història
La primera documentació data de l'any 1180.
Una altra referència es de l'any 1358, quan Ramon de Camps resta constituït senyor del Mas Camps i de la Torre de Ça Masó (la mansió), i passa a exercir la Batllia de Les Preses. Havent esdevingut batlle, Ramon reserva el Mas Camps per al seu segon fill, Jaume, mentre que el gran, en Pere hereta la batllia i la Torre de Ça Masó.
La família Montagut tenia la batllia de Les Preses. El 8 d'abril de 1523, davant de notari, Miquel Marc de Montagut traspassa al seu fill Bartomeu dita batllia, que inclou la "Torre de Ca Masó". Devers l'any 1550 Bartomeu de Montagut arrendà la batllia i la Torre en arrendaments prorrogables cada quatre anys fins a 1564. Dit arrendament fou fet a Esteve de Collferrer, batlle de Les Preses i de Bianya. Aquesta antiga batllia de sac tenia una presó mantinguda a costes de l'abat i monestir de Bages, situada a la torre.